# گریس ۲
گریس ۲ (به انگلیسی: Grease 2) عنوان فیلم سینمایی موزیکال و کمدی است که در سال ۱۹۸۲ به کارگردانی پاتریشیا برچ ساخته شد. این فیلم پس از فیلم گریس ساخته شد.

## خلاصه فیلم
در یک دبیرستان، دو گروه از دانش آموزان باهم رقابت دارند. در این حال یکی از پسران تازه‌وارد به یکی از دختران، علاقه‌مند می‌شود…

## بازیگران
- مکسول کالفیلد
- میشل فایفر
- لرنا لافت
- دُدی گودمن